# Přechodné sloveso
Přechodné (tranzitivní nebo též předmětové) sloveso je takové sloveso, které potřebuje mít ve větě předmět, aby jeho význam dával plně smysl. Většinou se jedná o slovo s akuzativní valencí (v češtině 4. pád - koho, co). Opakem je nepřechodné sloveso.

V češtině:
- Petr volá = nepřechodné (intranzitivní)
- Petr honí (koho, co) kočku = přechodné (tranzitivní)

V angličtině:
- the new year began – nový rok začal = nepřechodné (intranzitivní)
- the boy started weeping – chlapec začal plakat = přechodné (tranzitivní)